# IEEE 802.11ac
| Назва покоління                                              | Стандарт IEEE | Прийнятий | Максимальна швидкість з'єднання (Мбіт/c) | Смуги радіочастот (ГГц) |
| ------------------------------------------------------------ | ------------- | --------- | ---------------------------------------- | ----------------------- |
| Wi-Fi 8                                                      | 802.11bn      | (2028)    | ≤ 100000                                 | 2.4, 5, 6, 7, 42.5, 71  |
| Wi-Fi 7                                                      | 802.11be      | (2024)    | ≤ 46120                                  | 2.4, 5, 6               |
| Wi-Fi 6E                                                     | 802.11ax      | 2020      | ≤ 9608                                   | 6                       |
| Wi-Fi 6                                                      | 802.11ax      | 2019      | ≤ 9608                                   | 2.4, 5                  |
| Wi-Fi 5                                                      | 802.11ac      | 2014      | ≤ 6933                                   | 5                       |
| Wi-Fi 4                                                      | 802.11n       | 2008      | ≤ 600                                    | 2.4, 5                  |
| (Wi-Fi 3)*                                                   | 802.11g       | 2003      | ≤ 54                                     | 2.4                     |
| (Wi-Fi 2)*                                                   | 802.11a       | 1999      | ≤ 54                                     | 5                       |
| (Wi-Fi 1)*                                                   | 802.11b       | 1999      | ≤ 11                                     | 2.4                     |
| (Wi-Fi 0)*                                                   | 802.11        | 1997      | ≤ 2                                      | 2.4                     |
| * Назви Wi-Fi 0, 1, 2, 3 є широковживаними, однак неофіційні |               |           |                                          |                         |

IEEE 802.11ac — стандарт IEEE 802.11 бездротових локальних мереж Wi-Fi.
Отримав назву Wi-Fi 5. В 2019—2020 роках заміщено наступним стандартом IEEE 802.11ax. Пристрої з 802.11ac зазвичай також реалізують стандарт 802.11n в діапазоні 2.4 ГГц.

## Перелік переваг над IEEE 802.11n
- Робота бездротовогу трафіку відбувається у діапазоні частот 5ГГЦ
- Збільшення швидкості та потужності бездротової мережі передачі даних
- Збільшення ширини каналів
- Збільшення числа просторових потоків
- Використання нової і більш ефективної модуляції сигналу
- Використання технології багатокористувацького MIMO (Multi-User MIMO)
- Підтримка технології формування спрямованого сигналу Beamforming

### Використання діапазону частот 5 ГГЦ
Стандарт IEEE 802.11ас використовує тільки діапазон частот 5 ГГЦ. Використання цього діапазону забезпечує вільний радіоефір, що призводить до підвищення стабільності і швидкості інтернет зв'язку.

### Значне збільшення швидкості передачі даних
Це перший стандарт IEEE масового застосування, який підтримує гігабітні швидкості. 
Стандарт IEEE 802.11ас заявляє, що максимально допустима швидкість підключення це 7 Гбіт/с. На даний момент немає пристроїв, які б підтримували такі швидкості. Проте, зараз можна дуже легко знайти пристрої зі швидкістю передачі даних до 1,3 Гбіт/с.
Добитися такої швидкості вдалося за рахунок збільшення ширини каналу до 80 МГц, збільшення кількості просторових потоків і підтримки модуляції 256-QAM.

### Збільшення ширини каналу
У стандарті IEEE 802.11ас збільшили ширину бездротового каналу до 80 МГц, опціонально цю ширину можна збільшити до 160 МГц.
В порівнянні з стандартом IEEE 802.11n, де ширина каналу 40 МГц. Збільшення ширини каналу у двоє, призводить до збільшення швидкості і поліпшення пропускної здатності.

### Збільшення числа просторових потоків
В стандарті IEEE 802.11ас збільшили кількість просторових потоків до 8. Для порівняння у IEEE 802.11n їх було 4. Технологія MIMO забезпечує одночасний прийом і передачу декількох потоків даних через декілька антен. Чим більше просторових потоків, тим більше потрібно антен для їх передачі і прийому. Чим більше пристрій використовує антен для одночасної передачі і прийому даних, тим більша буде максимальна швидкість передачі даних.

### Підтримка нової модуляції високої щільності 256-QAM
Застосування в стандарті 802.11ас нової і більш продуктивної системи модуляції сигналу 256-QAM забезпечує приріст пропускної здатності.
Модуляція 256-QAM в порівнянні з 64-QAM (в стандарті 802.11n) збільшив швидкість передачі даних приблизно на 25%.
Знаючи ширину каналу, кількість просторових потоків і тип модуляції, можна взнати максимально можливу теоретичну швидкість передачі даних. 
Нижче приведена таблиця швидкостей передачі даних стандарту 802.11ас. 
| MCS index | Spatial Streams | Modulation type | Coding rate | Data rate (in Mbit/s) | Data rate (in Mbit/s) | Data rate (in Mbit/s) | Data rate (in Mbit/s) | Data rate (in Mbit/s) | Data rate (in Mbit/s) | Data rate (in Mbit/s) | Data rate (in Mbit/s) |
| --------- | --------------- | --------------- | ----------- | --------------------- | --------------------- | --------------------- | --------------------- | --------------------- | --------------------- | --------------------- | --------------------- |
| MCS index | Spatial Streams | Modulation type | Coding rate | 20 MHz channels       | 20 MHz channels       | 40 MHz channels       | 40 MHz channels       | 80 MHz channels       | 80 MHz channels       | 160 MHz channels      | 160 MHz channels      |
| MCS index | Spatial Streams | Modulation type | Coding rate | 800 ns                | 400 ns GL             | 800 ns GL             | 400 ns GL             | 800 ns GL             | 400 ns GL             | 800 ns GL             | 400 ns GL             |
| 0         | 1               | BPSK            | 1/2         | 6.5                   | 7.2                   | 13.5                  | 15                    | 29.3                  | 32.5                  | 58.5                  | 65                    |
| 1         | 1               | QPSK            | 1/2         | 13                    | 14.4                  | 27                    | 30                    | 58.5                  | 65                    | 117                   | 130                   |
| 2         | 1               | QPSK            | 3/4         | 19.5                  | 21.7                  | 40.5                  | 45                    | 87.8                  | 97.5                  | 175.5                 | 195                   |
| 3         | 1               | 16-QAM          | 1/2         | 26                    | 28.9                  | 54                    | 60                    | 117                   | 130                   | 234                   | 260                   |
| 4         | 1               | 16-QAM          | 3/4         | 39                    | 43.3                  | 81                    | 90                    | 175.5                 | 195                   | 351                   | 390                   |
| 5         | 1               | 64-QAM          | 2/3         | 52                    | 57.8                  | 108                   | 120                   | 234                   | 260                   | 468                   | 520                   |
| 6         | 1               | 64-QAM          | 3/4         | 58.5                  | 65                    | 121.5                 | 135                   | 263.3                 | 292.5                 | 526.5                 | 585                   |
| 7         | 1               | 64-QAM          | 5/6         | 65                    | 72.2                  | 135                   | 150                   | 292.5                 | 325                   | 585                   | 650                   |
| 8         | 1               | 256-QAM         | 3/4         | 78                    | 86.7                  | 162                   | 180                   | 351                   | 390                   | 702                   | 780                   |
| 9         | 1               | 256-QAM         | 5/6         | N/A                   | N/A                   | 180                   | 200                   | 390                   | 433.3                 | 780                   | 866.7                 |
| 0         | 2               | BPSK            | 1/2         | 13                    | 14.4                  | 27                    | 30                    | 58.5                  | 65                    | 117                   | 130                   |
| 1         | 2               | QPSK            | 1/2         | 26                    | 28.9                  | 54                    | 60                    | 117                   | 130                   | 234                   | 260                   |
| 2         | 2               | QPSK            | 3/4         | 39                    | 57.8                  | 108                   | 90                    | 175.5                 | 195                   | 351                   | 390                   |
| 3         | 2               | 16-QAM          | 1/2         | 52                    | 57.8                  | 108                   | 120                   | 234                   | 260                   | 468                   | 520                   |
| 4         | 2               | 16-QAM          | 3/4         | 78                    | 86.7                  | 162                   | 180                   | 351                   | 390                   | 702                   | 780                   |
| 5         | 2               | 64-QAM          | 2/3         | 104                   | 115.6                 | 216                   | 240                   | 468                   | 520                   | 936                   | 1040                  |
| 6         | 2               | 64-QAM          | 3/4         | 117                   | 130.3                 | 243                   | 270                   | 526.5                 | 585                   | 1053                  | 1170                  |
| 7         | 2               | 64-QAM          | 5/6         | 130                   | 144.4                 | 270                   | 300                   | 585                   | 650                   | 1170                  | 1300                  |
| 8         | 2               | 256-QAM         | 3/4         | 156                   | 173.3                 | 324                   | 360                   | 702                   | 780                   | 1404                  | 1560                  |
| 9         | 2               | 256-QAM         | 5/6         | N/A                   | N/A                   | 360                   | 400                   | 780                   | 866.7                 | 1560                  | 1733.4                |
| 0         | 3               | BPSK            | 1/2         | 19.5                  | 21.7                  | 40.5                  | 45                    | 87.8                  | 97.5                  | 175.5                 | 195                   |
| 1         | 3               | QPSK            | 1/2         | 39                    | 43.3                  | 81                    | 90                    | 175.5                 | 195                   | 351                   | 390                   |
| 2         | 3               | QPSK            | 3/4         | 58.5                  | 65                    | 121.5                 | 135                   | 263.3                 | 292.5                 | 526.5                 | 585                   |
| 3         | 3               | 16-QAM          | 1/2         | 78                    | 86.7                  | 162                   | 180                   | 351                   | 390                   | 702                   | 780                   |
| 4         | 3               | 16-QAM          | 3/4         | 117                   | 130                   | 243                   | 270                   | 526.5                 | 585                   | 1053                  | 1170                  |
| 5         | 3               | 64-QAM          | 2/3         | 156                   | 173.3                 | 324                   | 360                   | 702                   | 780                   | 1404                  | 1560                  |
| 6         | 3               | 64-QAM          | 3/4         | 175.5                 | 195                   | 364.5                 | 405                   | N/A                   | N/A                   | 1579.5                | 1755                  |
| 7         | 3               | 64-QAM          | 5/6         | 195                   | 216.7                 | 405                   | 450                   | 877.5                 | 975                   | 1755                  | 1950                  |
| 8         | 3               | 256-QAM         | 3/4         | 234                   | 260                   | 486                   | 540                   | 1053                  | 1170                  | 2106                  | 2340                  |
| 9         | 3               | 256-QAM         | 5/6         | 260                   | 288.9                 | 540                   | 600                   | 1170                  | 1300                  | 2340                  | 2600                  |
| 0         | 4               | BPSK            | 1/2         | 26                    | 28.8                  | 54                    | 60                    | 117.2                 | 130                   | 234                   | 260                   |
| 1         | 4               | QPSK            | 1/2         | 52                    | 57.6                  | 108                   | 120                   | 234                   | 260                   | 468                   | 520                   |
| 2         | 4               | QPSK            | 3/4         | 78                    | 86.8                  | 162                   | 180                   | 351.2                 | 390                   | 702                   | 780                   |
| 3         | 4               | 16-QAM          | 1/2         | 104                   | 115.6                 | 216                   | 240                   | 468                   | 520                   | 936                   | 1040                  |
| 4         | 4               | 16-QAM          | 3/4         | 156                   | 173.2                 | 324                   | 360                   | 702                   | 780                   | 1404                  | 1560                  |
| 5         | 4               | 64-QAM          | 2/3         | 208                   | 231.2                 | 432                   | 480                   | 936                   | 1040                  | 1872                  | 2080                  |
| 6         | 4               | 64-QAM          | 3/4         | 234                   | 260                   | 486                   | 540                   | 1053.2                | 1170                  | 2106                  | 2340                  |
| 7         | 4               | 64-QAM          | 5/6         | 260                   | 288.8                 | 540                   | 600                   | 1170                  | 1300                  | 2340                  | 2600                  |
| 8         | 4               | 256-QAM         | 3/4         | 312                   | 346.8                 | 648                   | 720                   | 1404                  | 1560                  | 2808                  | 3120                  |
| 9         | 4               | 256-QAM         | 5/6         | N/A                   | N/A                   | 720                   | 800                   | 1560                  | 1733.2                | 3120                  | 3466.8                |

### Підтримка технології MU-MIMO
Технологія MIMO, яка реалізована в стандарті ІЕЕЕ 802.11n, забезпечує одночасну роботу передачі та прийому даних між пристроями мережі. Але в конкретний момент часу тільки один пристрій може отримувати і відправляти дані, коли інші чекають своєї черги. В стандарті ІЕЕЕ 802.11ас цю ситуацію значно покращили. В рамках цього стандарту була реалізована технологія MU-MIMO.  MU-MIMO створює багатопоточний канал передачі, при використанні якого інші пристрої не чекають своєї черги.

### Низьке енергоспоживання
Чіпи на стандарті ІЕЕЕ 802.11ас споживають менше енергії при передачі даних.

### Підтримка технології формування спрямованого сигналу Beamforming
В стандарті ІЕЕЕ 802.11ас опціонально була реалізована можливість підтримки технології формування спрямованого сигналу Beamforming. Дана технологія вирішує проблему пониження потужності сигналу, викликана відбиттям сигналу від стін і перешкод.